# Joaquin Agostinho da Silva Ribeiro
Joaquín Agostinho da Silva Ribeiro (Paços de Ferreira, 15 de setembre de 1975) és un futbolista portugués, que ocupa la posició de migcampista.

## Trajectòria
Agostinho comença destacant al Vitória de Guimarães del seu país natal, fins que el 1995 és captat pel Reial Madrid per militar en el seu filial, llavors en Segona Divisió. Eixe 95/96 només disputa dos partits amb els madridistes, marcant un gol. Els anys següents recala a la UD Salamanca, la UD Las Palmas i el Màlaga CF, els tres de Segona Divisió. El portugués és titular i aconsegueix l'ascens a Primera amb els castellans i els andalusos.
Té continuïtat a la màxima categoria a les files del Màlaga CF, on roman dos anys més quallant dues discretes temporades. La temporada 01/02 marxa al Paris Saint-Germain FC i la temporada 02/03, al Moreirense FC del seu país.
Retorna a Andalusia la temporada 03/04, per jugar amb el Polideportivo Ejido, el qual milita a Segona Divisió, i a l'any següent retorna de nou a Portugal per jugar amb el FC Felgueiras (04/05), Rio Ave FC (05/07) i AF Valdevez (2007). El 2008 s'incorpora al CF Palencia, de divisions inferiors espanyoles.